# Bazilica Sfântul Petru din Roma
Bazilica Sfântul Petru (în italiană Basilica di San Pietro) din Roma se găsește în Cetatea Vaticanului, înăuntrul statului pontifical, în monumentala Piazza San Pietro. Edificiul, lung de 186 metri, înălțimea cupolei de 119 metri, și cu o suprafață totală de peste 15.000 m², este cea mai mare biserică din lume. Bazilica Sfântul Petru este una din cele patru bazilici patriarhale din Roma, alături de Bazilica San Giovanni in Laterano, Bazilica Santa Maria Maggiore și Bazilica Sfântul Paul din afara zidurilor.

## Istoric
După răstignirea lui Isus din Nazaret, care a avut loc prin anul 33 al erei noastre, discipolul său Petru a devenit conducătorul și unul din principalii organizatori ai Bisericii creștine. După ce a predicat aproximativ 30 de ani prin zona Palestinei, a plecat la Roma, în anul 64. Acolo, Petru a fost martorul și victima persecuțiilor împăratului Nero. Conform tradiției creștine, el ar fi fost răstignit în Circul lui Nero. Conform scrierii Acta Petri⁠(en)[traduceți] (ActPetr) din sec. al II-lea, informație preluată de Origene, ar fi cerut ca o ultimă dorință să fie răstignit cu capul în jos, nefiind demn de o moarte asemănătoare cu a lui Isus.
Conform tradiției, Petru a fost îngropat într-un cimitir din apropierea circului, mormântul său fiind marcat de o stâncă roșie. Primii creștini au construit aici un mic altar unde veneau să se roage. Timp de aproape trei secole, mormântul sfântului a atras numeroși pelerini veniți din întreg Imperiul Roman și nu numai.
După Edictul de la Milano din anul 313, care a pus capăt persecuțiilor creștinilor din imperiu, împăratul Constantin cel Mare a ordonat construirea primei biserici Sfântul Petru pe locul respectiv. Construcția a avut loc între anii 318-329, fiind una dint cele mai vechi biserici din lume. Edificiul era de formă bazilicală în plan de cruce latină cu un naos lung și două abside. Lungimea sa era una impresionantă pentru acele vremuri, aproximativ 110 metri. Se spune că la construcția sa au fost aduse coloane și materiale de pe Muntele Templului din Ierusalim. Lăcașul avea absida orientată către apus, intrarea făcându-se pe partea dinspre oraș (ca și în prezent). Bazilica avea mai multe altare, în mijlocul său aflându-se altarul principal sub care se afla mormântul Sfântului Petru.

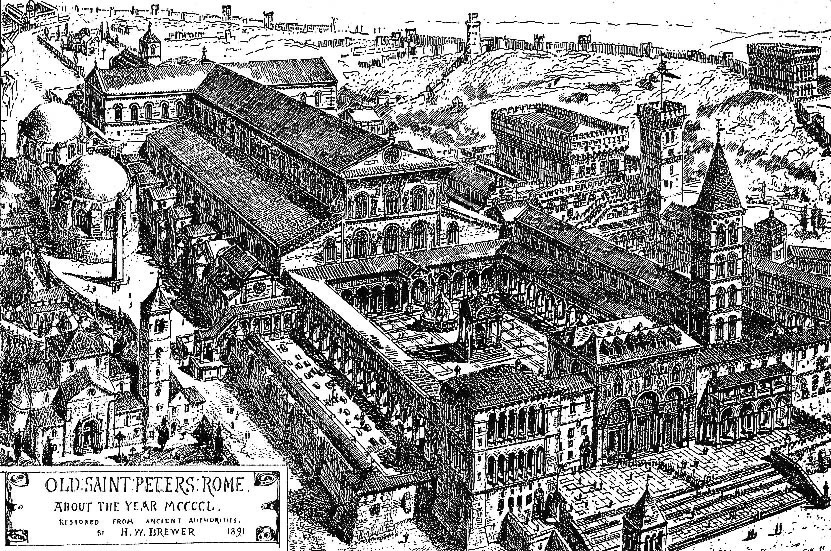
O gravură medievală a Vechii Bazilici.

De-a lungul timpului edificiul a căpătat o mare importanță datorită pelerinajelor la mormântul sfântului, dar și datorită faptului că aceasta era biserica principală a papilor, succesorii lui Petru în conducerea Bisericii. Ceremoniile ce aveau loc aici erau impresionante, mai ales funerariile unui papă și investirea unuia nou. În ziua de Crăciun a anului 800, Carol cel Mare, regele francilor, a fost încoronat aici ca împărat al Sfântului Imperiu Roman de către Papa Leon al III-lea (795-816), punând bazele unei tradiții ce avea să dureze o mie de ani. În anul 846 Bazilica Sfântul Petru a fost jefuită și incendiată împreună cu Bazilica Sfântul Paul, în urma unei incursiuni arabe asupra Romei. Papa Leon al IV-lea (847-855) a fost nevoit să restaureze lăcașul și să construiască un zid protector. 
În secolul al XV-lea, bazilica era în ruină din cauza incendiilor accidentale și a cutremurelor, fiind neglijată de papalitatea ce își mutase pentru o scurtă perioadă de timp sediul la Avignon. După reinstalarea lor înapoi la Roma, Papa Nicolae al V-lea (1447-1455) a fost primul papă care s-a preocupat de restaurarea locașului. El a ordonat demolarea Colosseumului și folosirea materialului său pentru repararea bisericii. Până la moartea sa din anul 1455 au fost extrase aproximativ 2.522 de care cu material. În anul 1506 papa Iulius al II-lea (1503-1513) a luat decizia de a dărâma vechea bazilică și să construiască în locul ei un nou edificiu monumental. Cei mai buni arhitecți, pictori și sculptori ai Renașterii, printre care Michelangelo sau Bernini au participat la construcția uriașei biserici. Lucrările au durat 120 de ani, perioadă în care au domnit aproximativ 20 de papi. În anul 1626 bazilica a fost finalizată și sfințită de către papa Urban al VIII-lea. A rezultat cel mai mare locaș al creștinătății, conținând sute de opere de artă de o valoare inestimabilă.

## Arhitectura

### Fațada
Fațada în stil baroc este dominată de statuile Mântuitorului, a sfântului Ioan Botezătorul și a 11 apostoli (cea a sfântului Petru se găsește în interior). În mijloc se află loggia binecuvântării papilor, de unde este împărțită binecuvântarea festivă "urbi et orbi". Deasupra intrării principale se poate admira mozaicul "Navicella" de Giotto. Poarta centrală de bronz este o operă a lui Filarete, care a fost concepută în 1445 pentru vechia bazilică. Poarta din dreapta se deschide numai cu ocazia "anilor sfinți".

### Interiorul

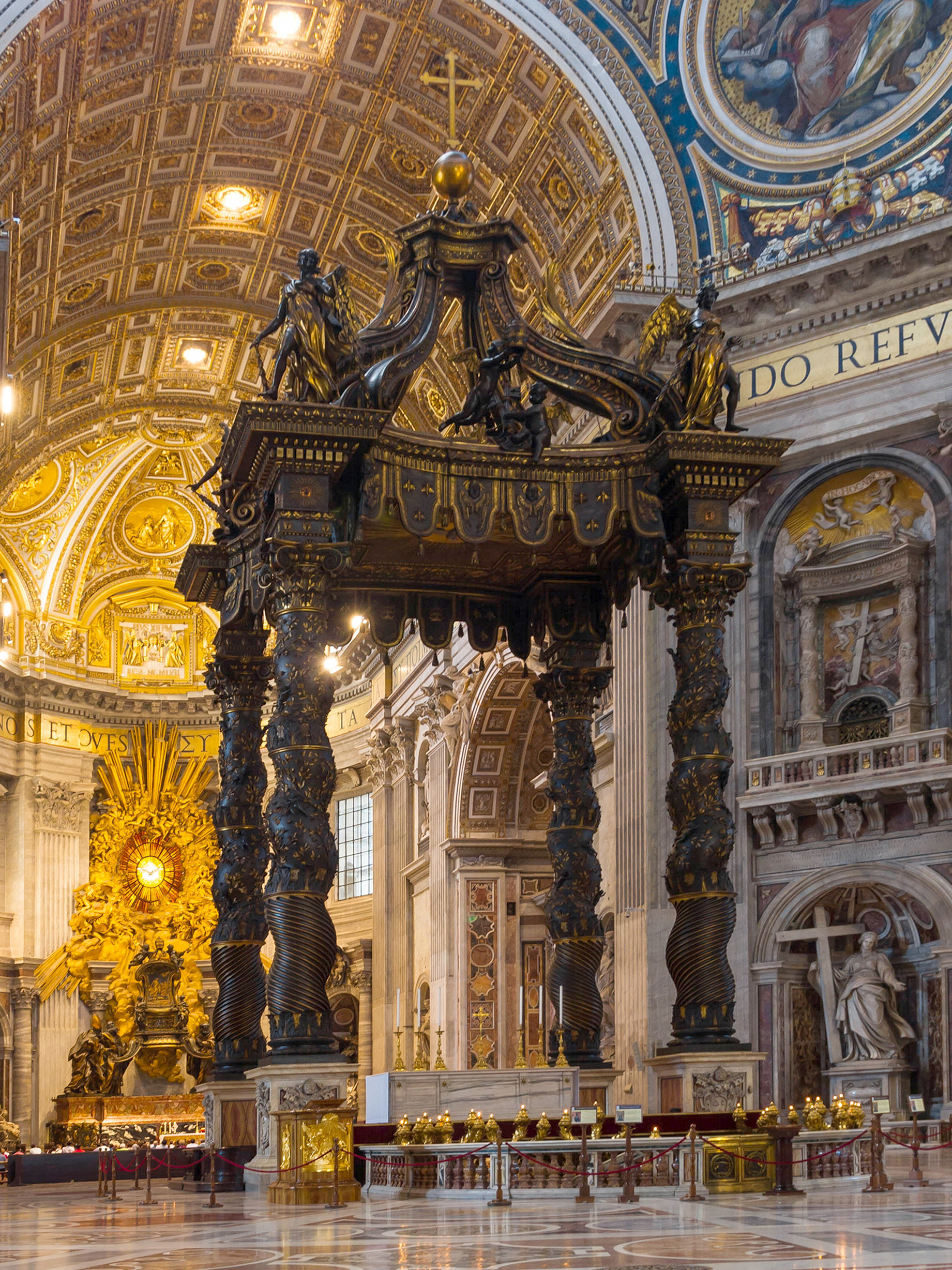
Altarul principal.

Planul bazilicii este în forma unei cruci latine cu trei "nave".
Între stâlpii navei centrale, de la transept la absidă, se găsesc 39 de nișe, fiecare cu statuia unui sfânt întemeietor al unui ordin religios. În interior se poate admira un mare număr de statui în marmură, travertin sau bronz, printre care monumente funebre de Bernini (mormântul Papei Alexandru al II-lea), Antonio del Pollaiolo (mormântul Papei Inocențiu al VIII-lea), Arnolfo di Cambio (statuia Sfântului Petru) și de Antonio Canova (mormântul Papei Clement al XIII-lea).
De o neasemuită frumusețe este grupul sculptural "Pietà" al lui Michelangelo, realizat în tinerețe.

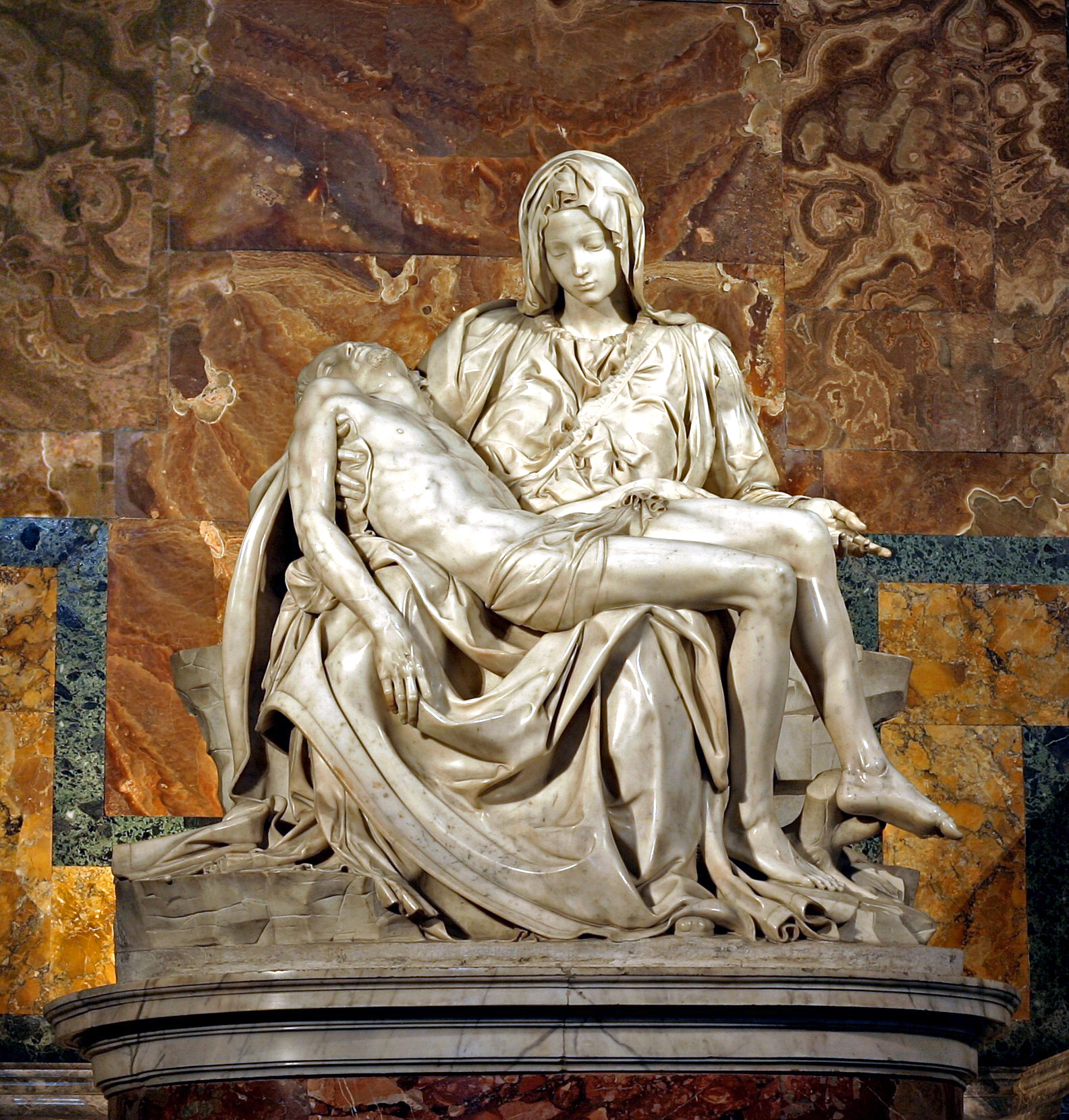
Faimoasa Pietà.

În mijloc, sub cupolă, se află altarul principal al papilor, dominat de un baldachin înalt de 29 metri, realizat în bronz de Bernini. În cele patru coloane de susținere a cupolei se află niște nișe ce conțin patru statui monumentale ale Sf. Andrei, Sf. Longinus, Sf. Elena și Sf. Veronica. În absidă se găsește Scaunul episcopal al Sfântului Petru, susținut de statuile a patru sfinți învățători ai Bisericii: Sf. Ambrozie, Sf. Augustin, Sf. Atanasie și Sf. Ioan Gură de Aur.
Din apropierea coloanelor de susținere a cupolei se coboară în grota Vaticanului, care reprezintă cripta bazilicei, unde sunt resturile clădirii inițiale și ale unui vechi cimitir, unde ar fi fost mormântul Apostolului Petru. Aici se găsesc numeroase morminte ale unor papi, cardinali și prinți laici.
Din punct de vedere artistic, bazilica "Sfântul Petru" reprezintă triumful barocului roman, într-un moment al istoriei europene, în care Biserica Catolică căuta să se impună ca prestigiu față de creșterea puterii statelor naționale, Franța și Spania.

## Importanță religioasă
Bazilica "Sfântul Petru" este sediul principalelor manifestări ale cultului catolic și are o funcție solemnă cu ocazia celebrării sărbătorilor "Nașterii Domnului", "Paștelui", ritualurilor din Săptămâna Mare, proclamării noilor papi și funeraliilor celor defuncți.
În nava laterală dreaptă au avut loc în anul 1870 ședințele Conciliului Vatican I.

## Atracție turistică
Bazilica Sfântul Petru este unul din principalele obiective turistice ale Romei. Venind de la podul "Sant'Angelo", după ce parcurge îngusta stradă "del Borgo", vizitatorului i se deschide dintr-odată, dinspre Via della Conciliazione, un spațiu vast și solemn.
Fie pe scări, fie cu un ascensor, se poate ajunge pe terasa acoperișului, după alte 537 de trepte pe "Loggia Panoramica", de unde privitorul are o vedere magnifică asupra orașului.

## Fotogalerie

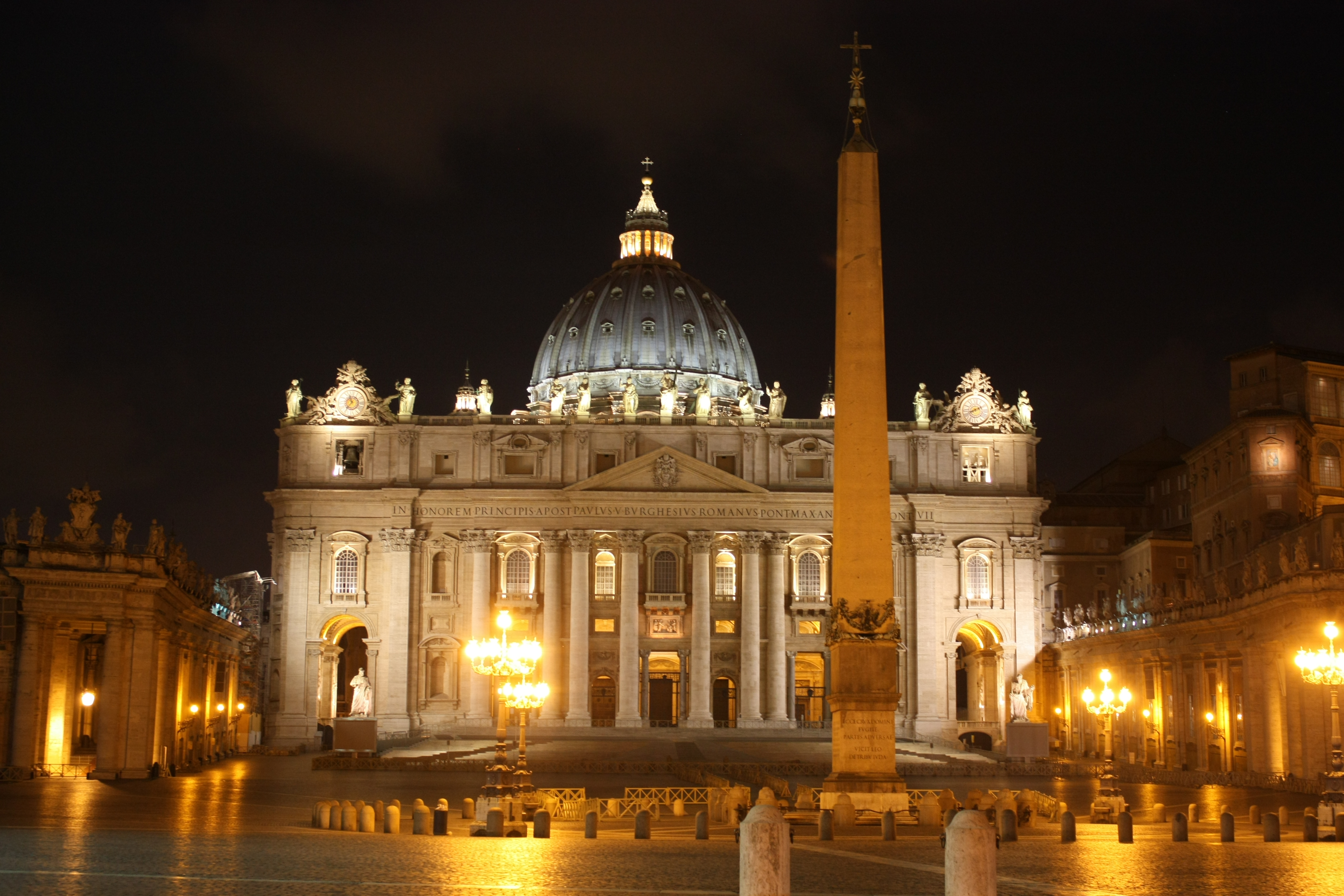
Bazilica noaptea
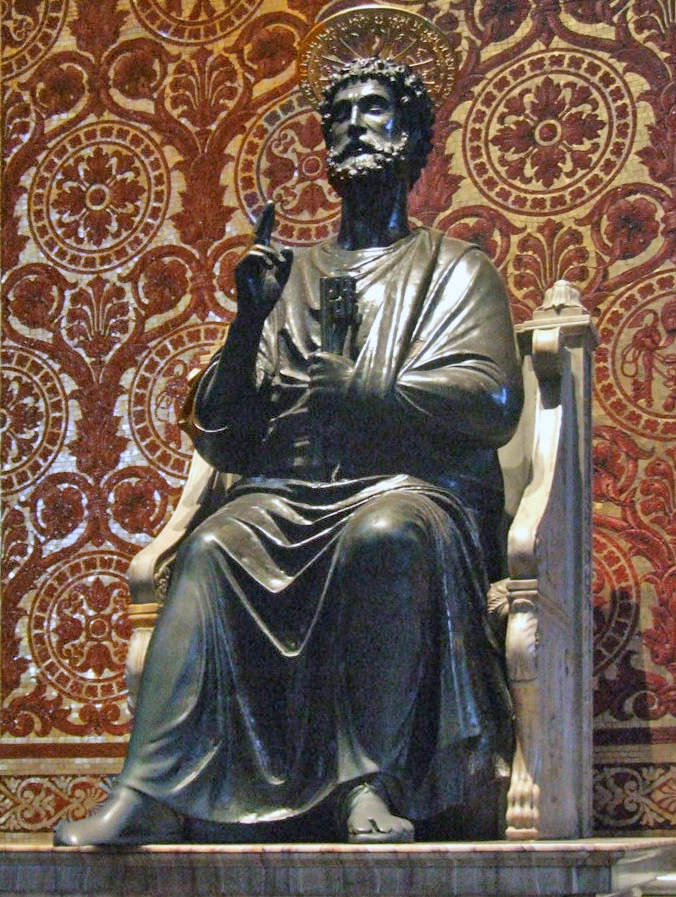
Statuia Sfântului Petru
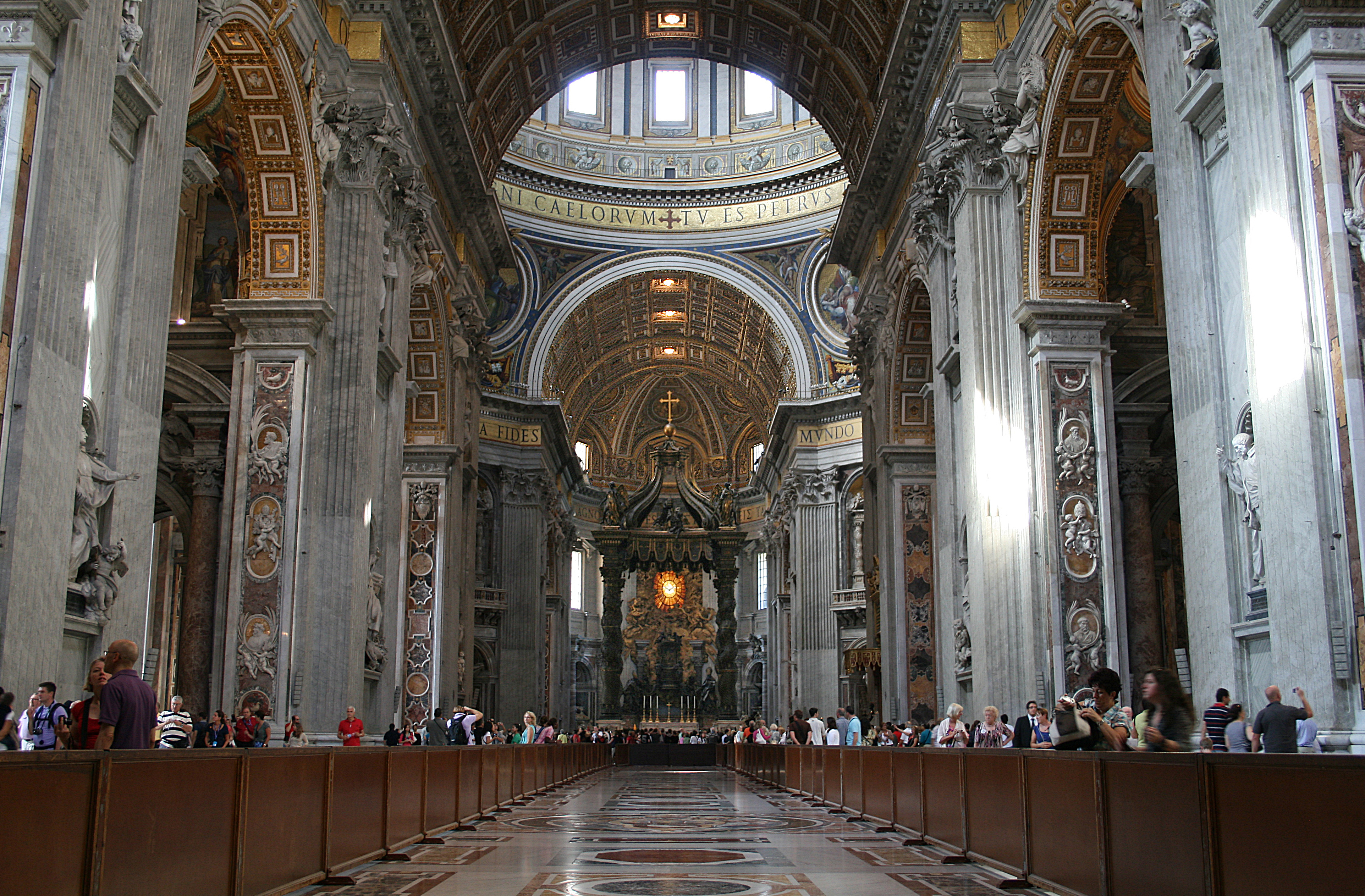
Interiorul bazilicii
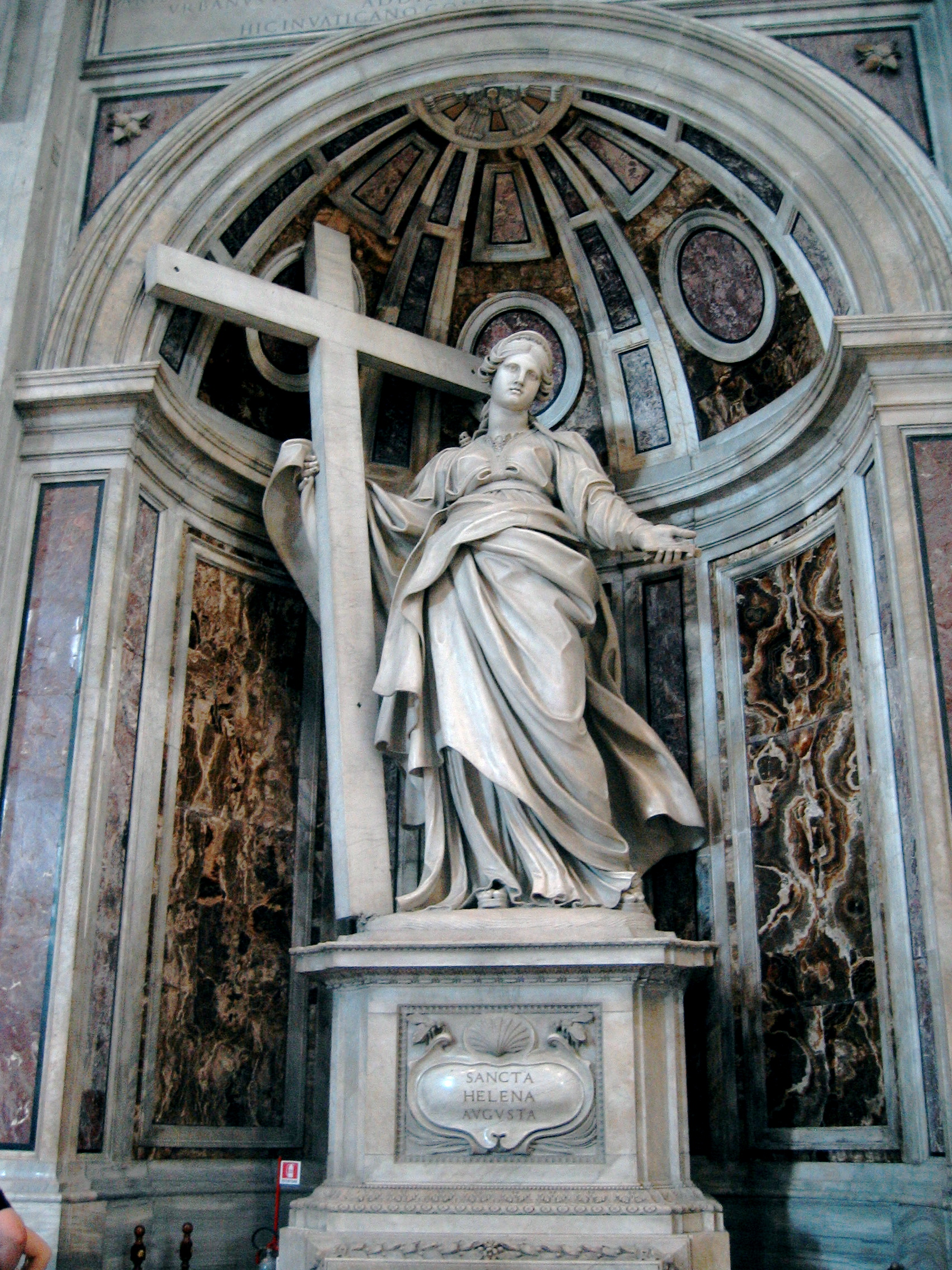
Statuia Sfintei Elena
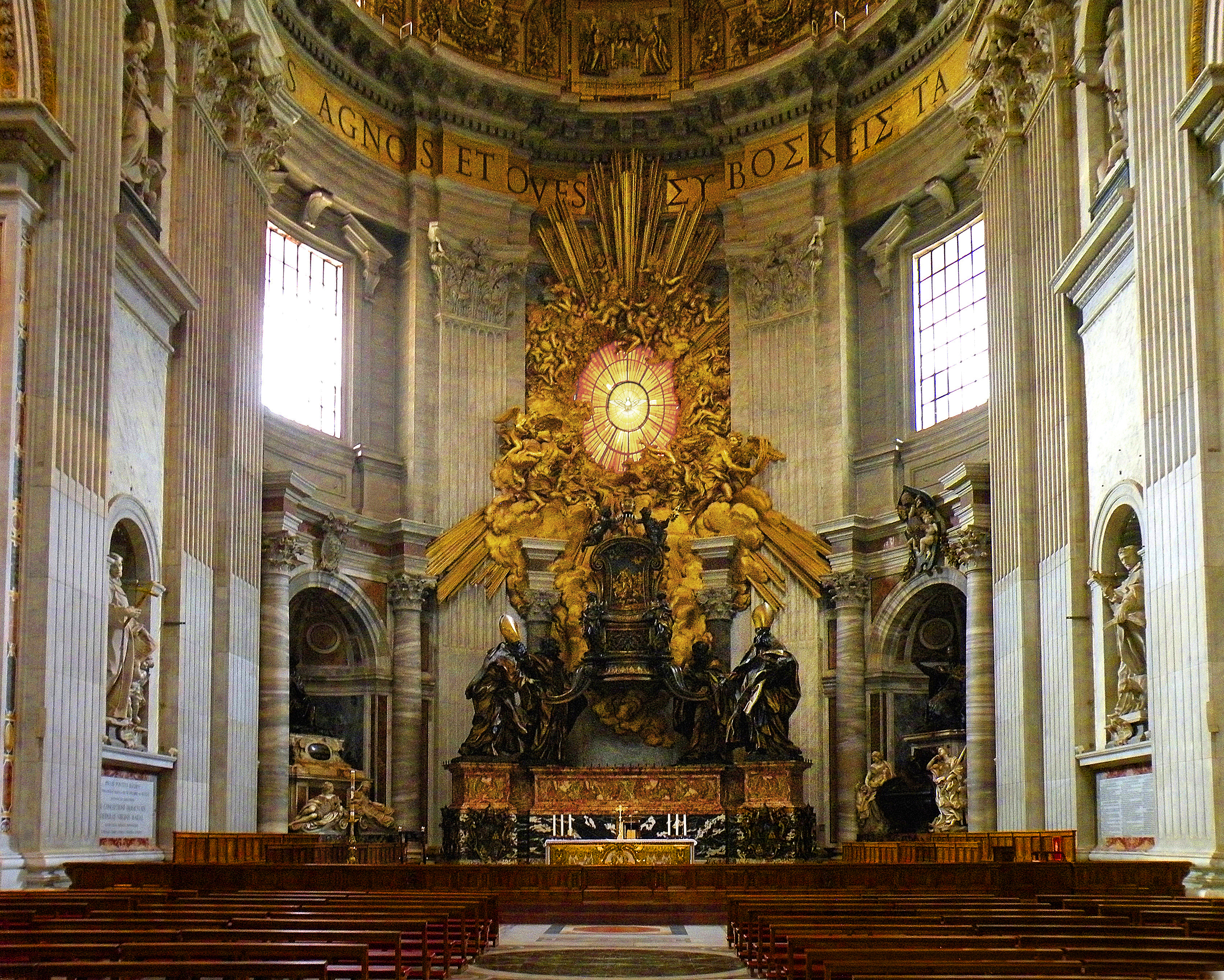
Scaunul Sfântului Petru
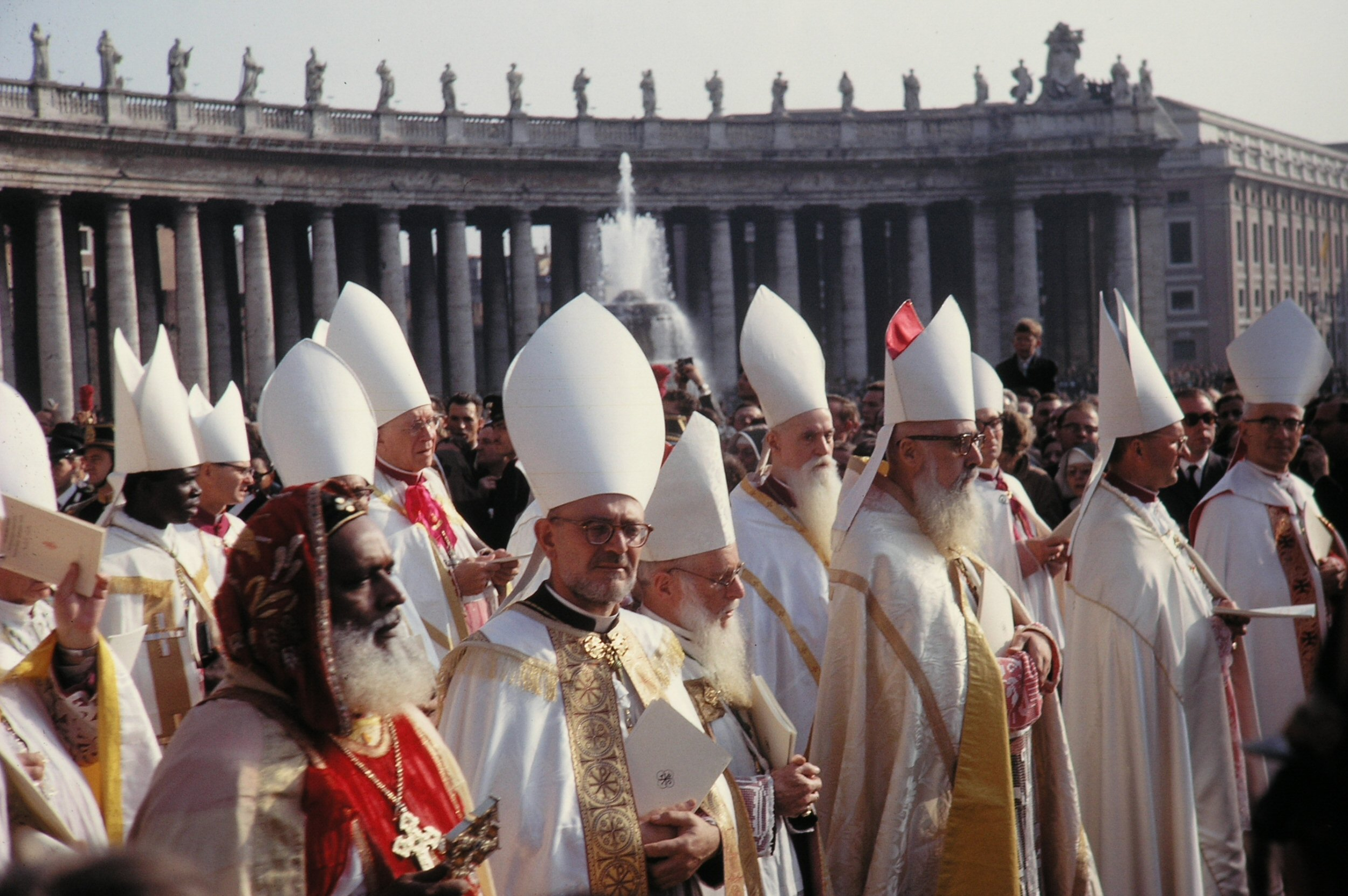
Procesiune religioasă în Piața bazilicii
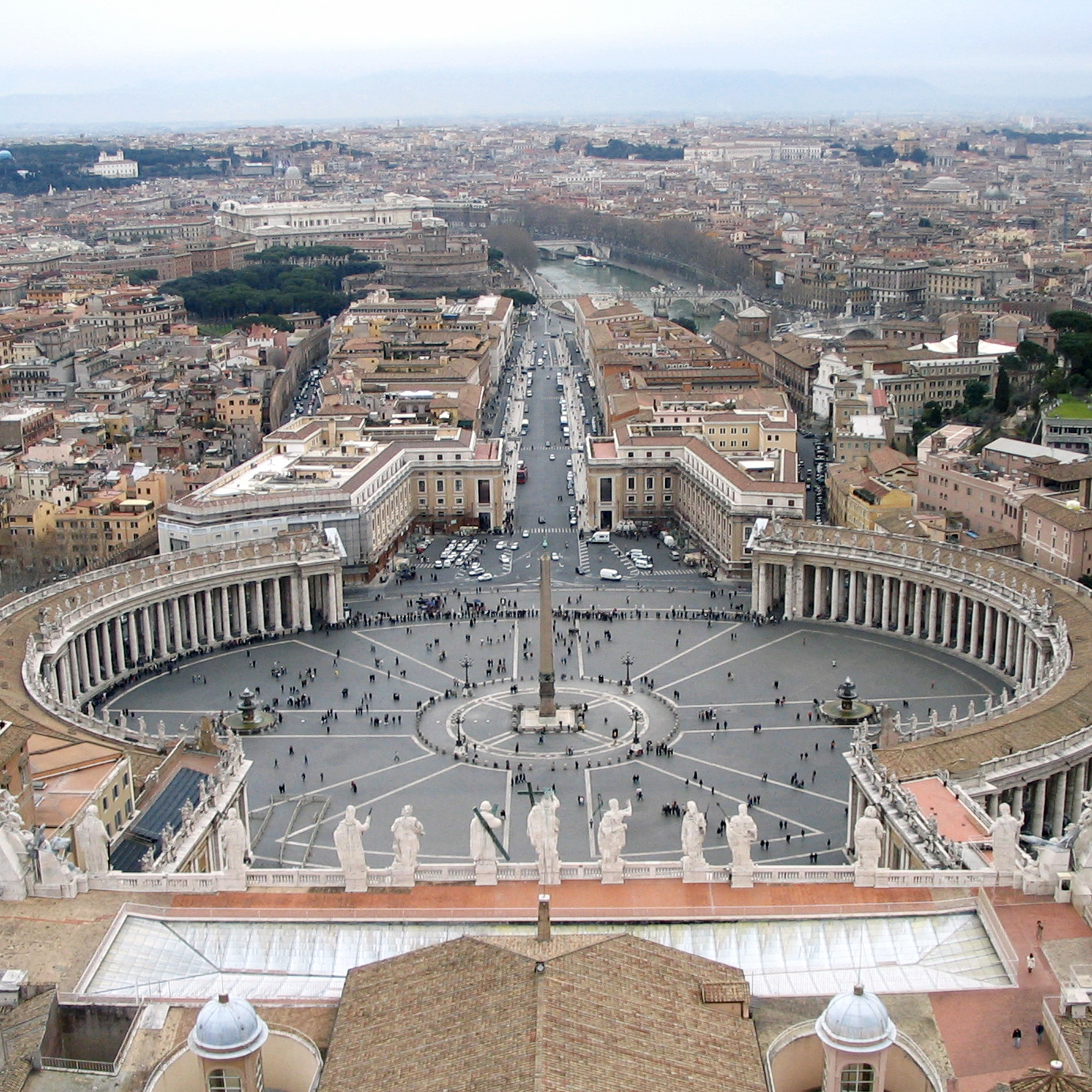
Vederea spre fața bazilicii
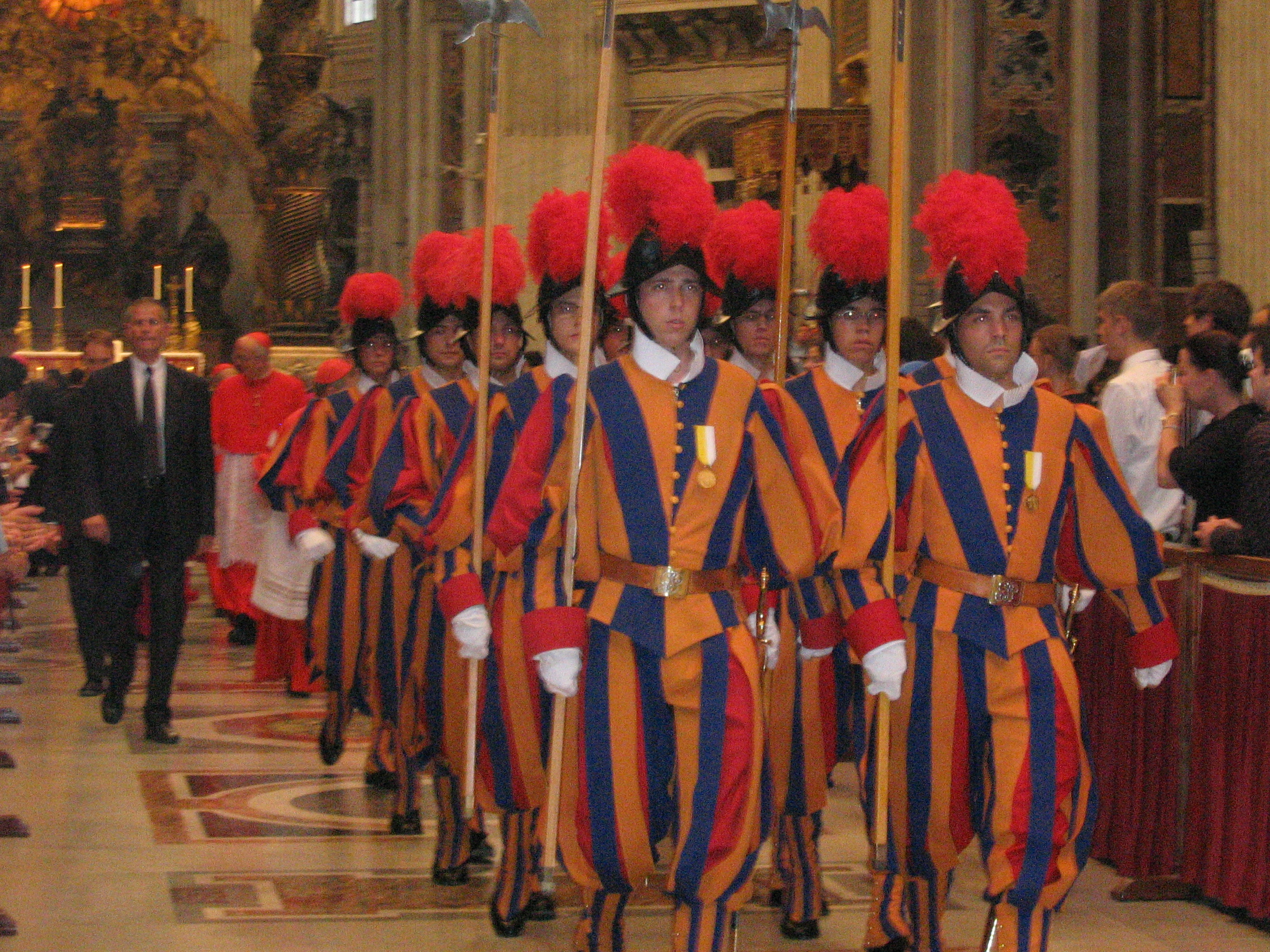
Gărzile elvețiene
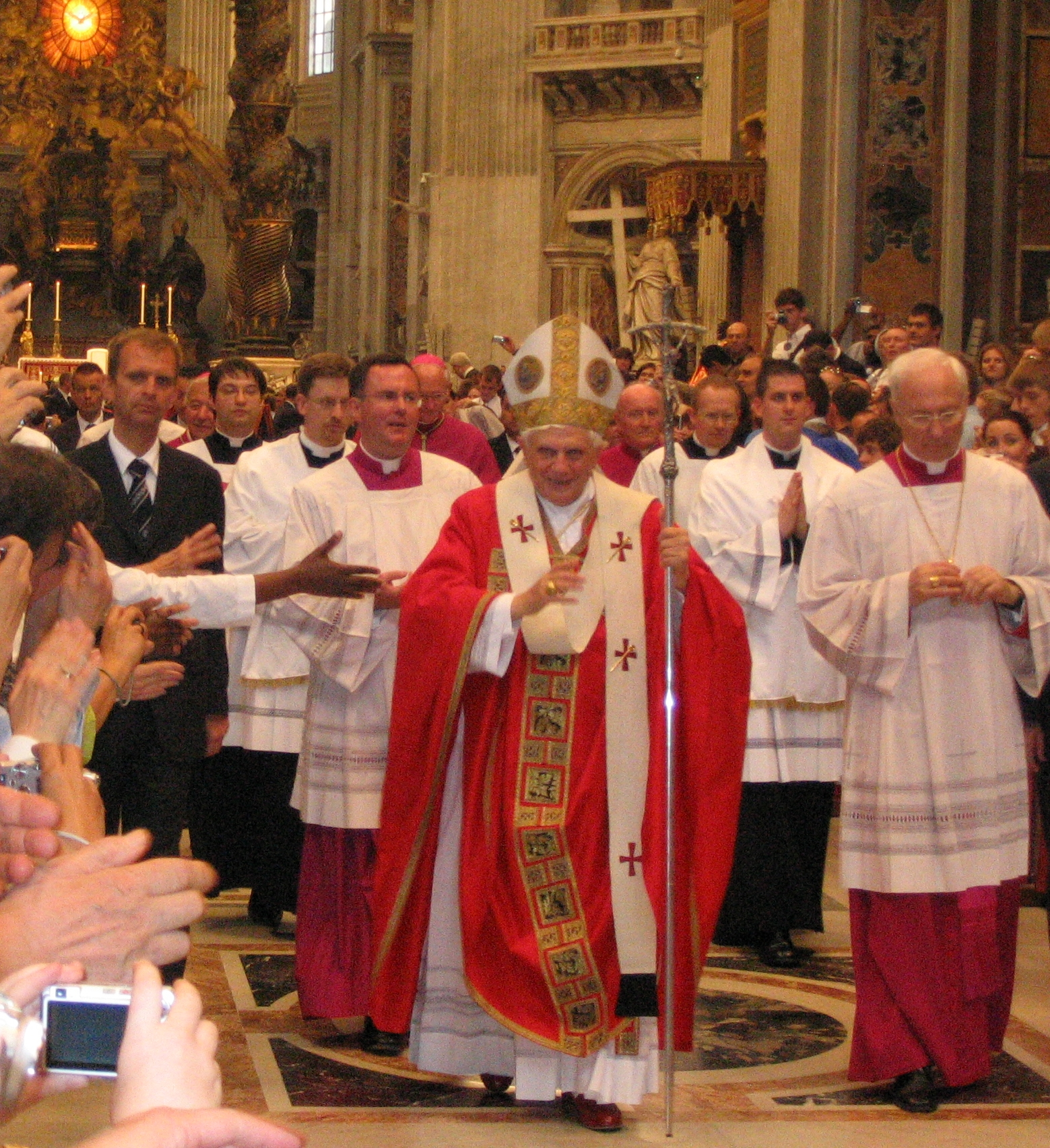
Slujba pontificală din bazilică
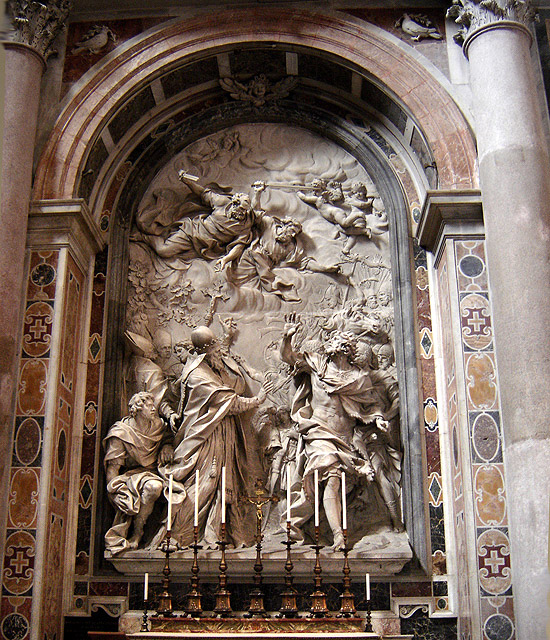
Altarul Papei Leon cel Mare
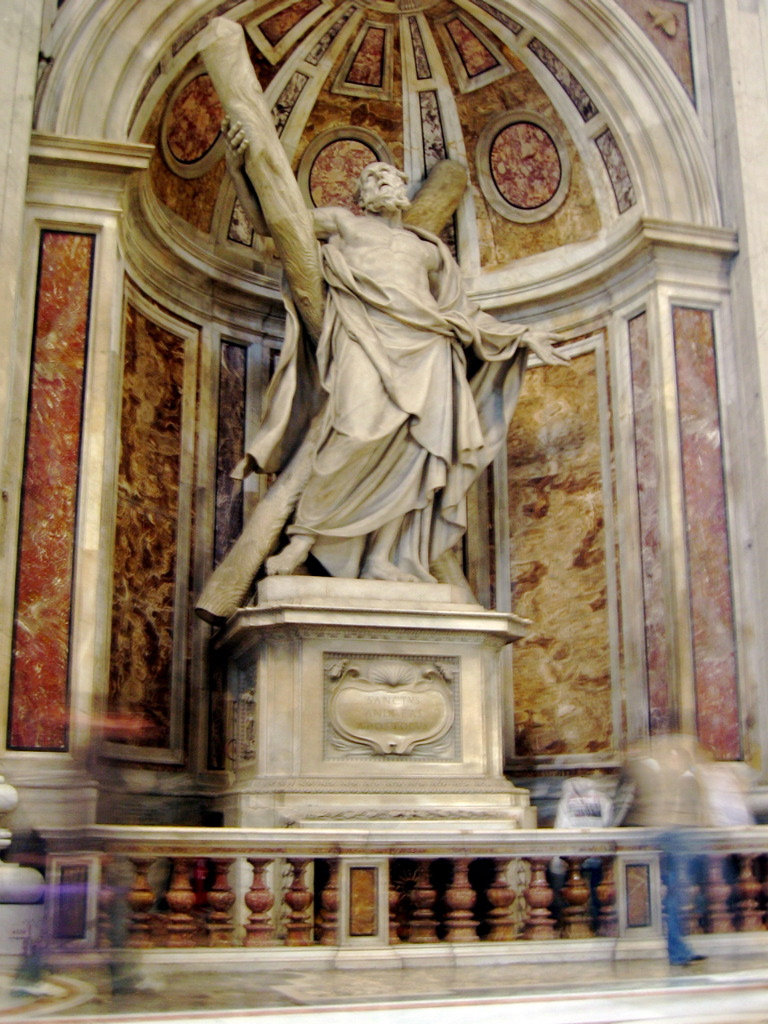
Statuia Sfântului Andrei
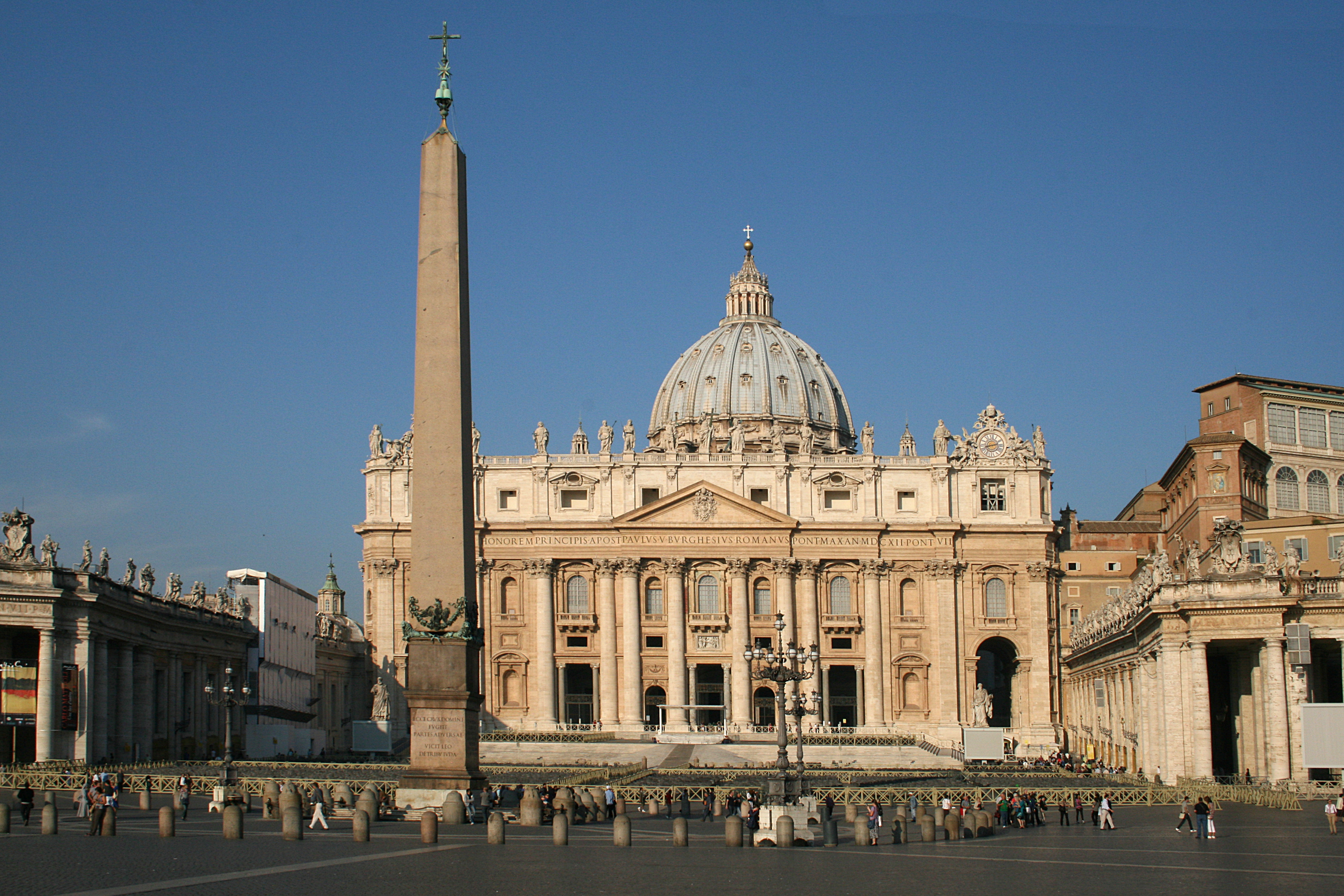
Obeliscul din fața bazilicii
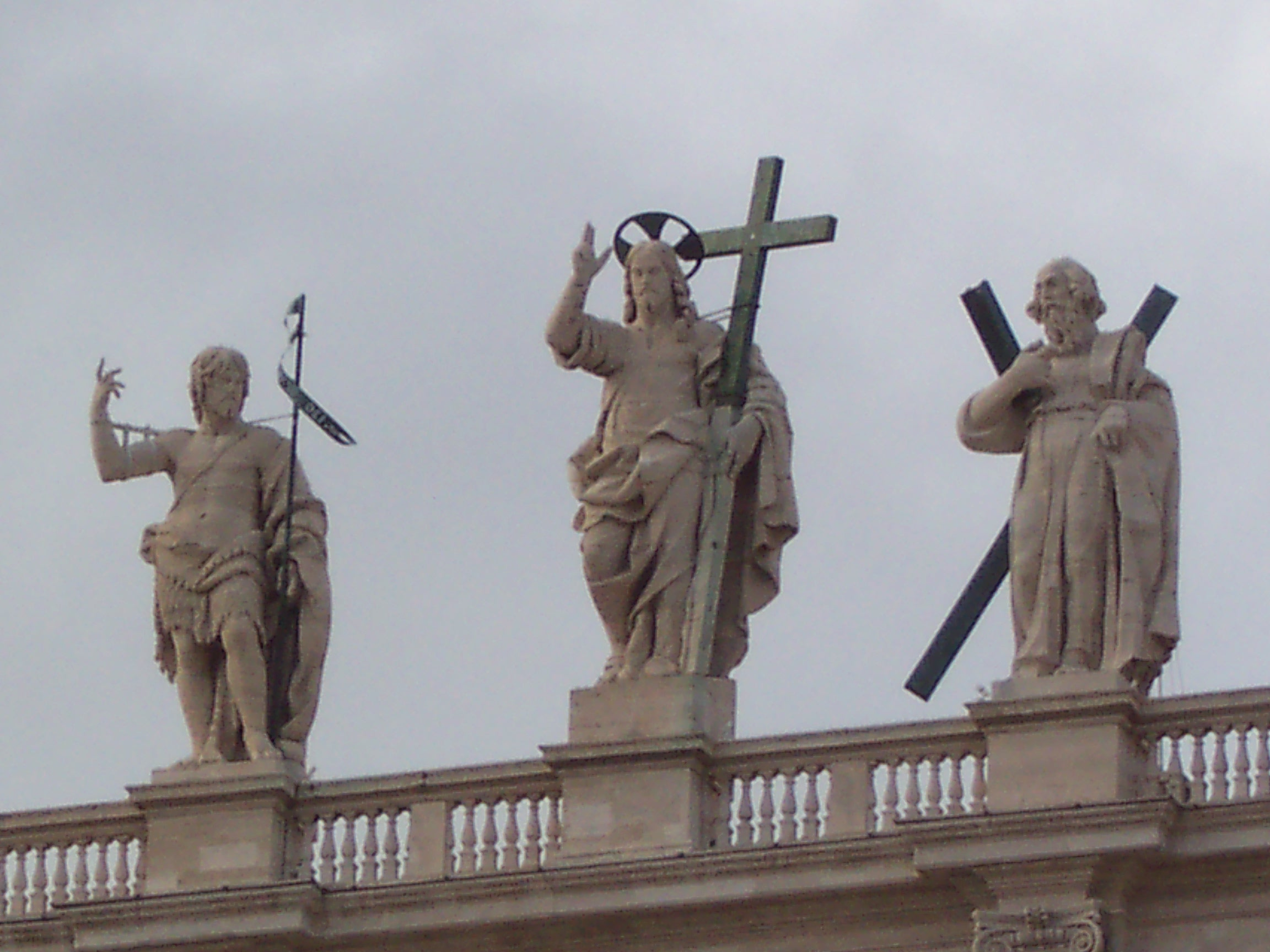
Statuia lui Hristos, împreună cu sfinții Ioan Botezătorul (stânga) și Andrei (dreapta)
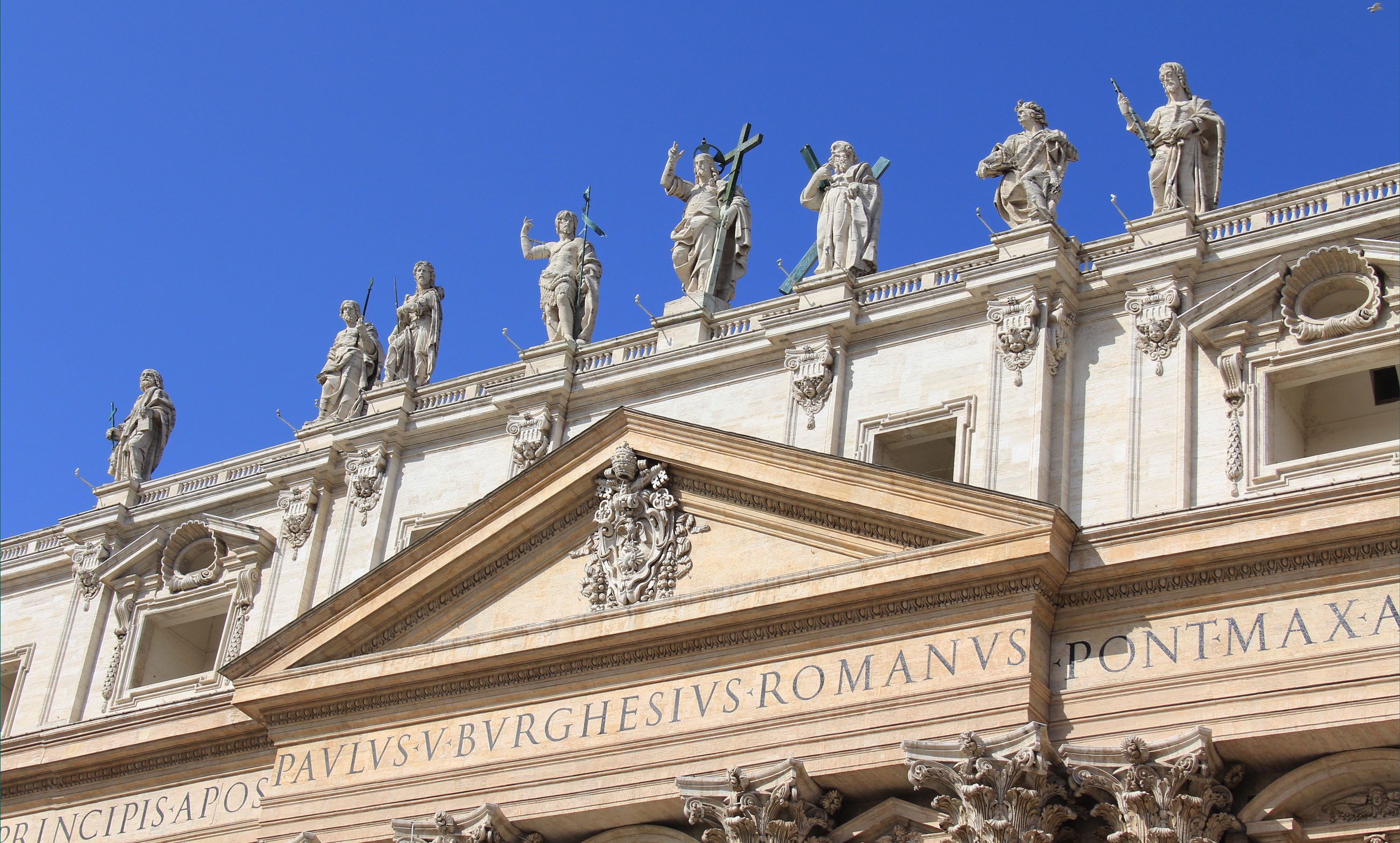
Fațada și statuile bazilicii